# Níger en los Juegos Olímpicos de Múnich 1972
Níger estuvo representado en los Juegos Olímpicos de Múnich 1972 por cuatro deportistas masculinos que compitieron en boxeo.
El portador de la bandera en la ceremonia de apertura fue el boxeador Issaka Dabore.

## Medallistas
El equipo olímpico nigerino obtuvo las siguientes medallas:
| Nombre        | Deporte | Competición |
| ------------- | ------- | ----------- |
| Oro           |         |             |
| —             |         |             |
| Plata         |         |             |
| —             |         |             |
| Bronce        |         |             |
| Issaka Dabore | Boxeo   | 63,5 kg M   |